# Steinfurt (Herbstein)
Steinfurt ist ein Stadtteil von Herbstein im mittelhessischen Vogelsbergkreis im Tal der Schwarza.

## Ortsgeschichte

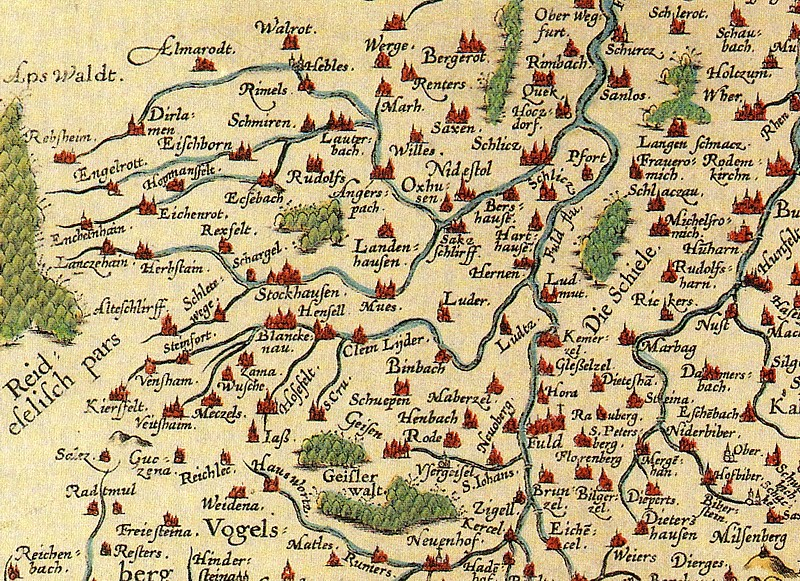
Lage von Steinfurt (Steinfort) auf einer Kartes des Hochstifts Fulda von 1574

### Mittelalter
Die älteste erhaltene Erwähnung von Steinfurt stammt aus dem Jahr 1273 und nennt den Namen „Steinfort“. Der Ortsnamen findet sich in einem Kopiar aus der Mitte des 19. Jahrhunderts. Damals gehörte Steinfurt zum Hochstift Fulda. Dieses vergab das Dorf als Mannlehen an die Freiherren von Riedesel zu Eisenbach. In zwei Urkunden aus dem Jahre 1338 wird der Ort als „Steinfuorte“ und „Steynfurt“ erwähnt.

### Neuzeit
Eine Akte von 1538 nennt „Steynfort“. Der Ortsname Steinfurth findet sich ebenfalls in Wetterau. Die Deutung des Ortsnamens lautet: Siedlung an der Furt mit natürlichem oder künstlichem Steingrund.
Im 16. Jahrhundert besaß das Kloster Neuenberg Zinseinkünfte in den Dörfern Steinfurt, Heistorff, Windischmess, Bannerod, Weidenau und Schlirf, welche der Fuldaer Fürstabt Johann III. von Henneberg-Schleusingen in mehreren Briefen an alle Riedesel zu Eisenbach anforderte. Das Kloster war während der Bauernkriege 1525 geplündert und zerstört worden.
Die folgende Liste zeigt die Staaten und Verwaltungseinheiten, denen Steinfurt angehört(e):
- vor 1803: Heiliges Römisches Reich, Gericht Altenschlirf der Freiherren von Riedesel zu Eisenbach (Mannlehen des Fürstbistum Fulda)
- ab 1806: Großherzogtum Hessen (Souveränitätslande),[Anm. 2] Fürstentum Oberhessen, Gericht Altenschlirf (zur Herrschaft Riedesel)[10]
- ab 1815: Großherzogtum Hessen (Souveränitätslande), Provinz Oberhessen, Amt Altenschlirf (zur Herrschaft Riedesel)[11]
- ab 1821: Großherzogtum Hessen, Provinz Oberhessen, Landratsbezirk Herbstein[Anm. 3]
- ab 1825: Großherzogtum Hessen, Provinz Oberhessen, Landratsbezirk Lauterbach
- ab 1848: Großherzogtum Hessen, Regierungsbezirk Alsfeld
- ab 1852: Großherzogtum Hessen, Provinz Oberhessen, Kreis Lauterbach
- ab 1867: Norddeutscher Bund,[Anm. 4] Großherzogtum Hessen, Provinz Oberhessen, Kreis Lauterbach
- ab 1871: Deutsches Reich, Großherzogtum Hessen, Provinz Oberhessen, Kreis Lauterbach
- ab 1918: Deutsches Reich (Weimarer Republik), Volksstaat Hessen, Provinz Oberhessen, Kreis Lauterbach
- ab 1938: Deutsches Reich, Volksstaat Hessen, Landkreis Lauterbach[12][Anm. 5]
- ab 1945: Amerikanische Besatzungszone, Groß-Hessen, Regierungsbezirk Darmstadt, Landkreis Lauterbach
- ab 1946: Amerikanische Besatzungszone, Hessen, Regierungsbezirk Darmstadt, Landkreis Lauterbach
- ab 1949: Bundesrepublik Deutschland, Hessen, Regierungsbezirk Darmstadt, Landkreis Lauterbach
- ab 1972: Bundesrepublik Deutschland, Hessen, Regierungsbezirk Darmstadt, Vogelsbergkreis, Stadt Herbstein
- ab 1981: Bundesrepublik Deutschland, Hessen, Regierungsbezirk Gießen, Vogelsbergkreis, Stadt Herbstein

### Recht

#### Materielles Recht
In Steinfurt galten die Riedesel’schen Verordnungen aus dem 18. Jahrhundert als Partikularrecht. Das Gemeine Recht galt nur, soweit diese Verordnungen keine Bestimmungen enthielten. Dieses Sonderrecht behielt theoretisch seine Geltung auch während der Zugehörigkeit zum Großherzogtum Hessen im 19. Jahrhundert, in der gerichtlichen Praxis wurden aber nur noch einzelne Bestimmungen angewandt. Das Partikularrecht wurde zum 1. Januar 1900 von dem einheitlich im ganzen Deutschen Reich geltenden Bürgerlichen Gesetzbuch abgelöst.

#### Gerichtsverfassung seit 1803
In der Landgrafschaft Hessen-Darmstadt wurde mit Ausführungsverordnung vom 9. Dezember 1803 das Gerichtswesen neu organisiert. Für die Provinz Oberhessen wurde das Hofgericht Gießen als Gericht der zweiten Instanz eingerichtet. Die Rechtsprechung der ersten Instanz wurde durch die Ämter bzw. Standesherren vorgenommen und somit war für Schlechtenwegen ab 1806 das „Riedeselsche Patrimonialgericht Altenschlirf“ zuständig. Das Hofgericht war für normale bürgerliche Streitsachen Gericht der zweiten Instanz, für standesherrliche Familienrechtssachen und Kriminalfälle die erste Instanz. Übergeordnet war das Oberappellationsgericht Darmstadt. Nach der Gründung des Großherzogtums Hessen 1806 wurden die Aufgaben der ersten Instanz 1821 im Rahmen der Trennung von Rechtsprechung und Verwaltung auf die neu geschaffenen Landgerichte übertragen. „Landgericht Altenschlirf“ war daher von 1821 bis 1853 die Bezeichnung für das erstinstanzliche Gericht in Altenschlierf das für Steinfurt zuständig war. 1853 erfolgte die Verlegung des Landgerichts nach Herbstein.
Anlässlich der Einführung des Gerichtsverfassungsgesetzes mit Wirkung vom 1. Oktober 1879, infolge derer die bisherigen großherzoglichen Landgerichte durch Amtsgerichte an gleicher Stelle ersetzt wurden, während die neu geschaffenen Landgerichte nun als Obergerichte fungierten, kam es zur Umbenennung in Amtsgericht Herbstein und Zuteilung zum Bezirk des Landgerichts Gießen. Ab 1943 wurde das Amtsgericht Herbstein nur noch als Zweigstelle des Amtsgerichts Lauterbach betrieben, bis es 1968 endgültig aufgelöst wurde und dem Amtsgerichtsbereich von Lauterbach zugeschlagen wurde.

### Einwohnerentwicklung
Belegte Einwohnerzahlen bis 1970 sind:
- 1961: 228 evangelische und 31 katholische Einwohner

| Steinfurt: Einwohnerzahlen von 1834 bis 1970 | Steinfurt: Einwohnerzahlen von 1834 bis 1970 | Steinfurt: Einwohnerzahlen von 1834 bis 1970 | Steinfurt: Einwohnerzahlen von 1834 bis 1970 | Steinfurt: Einwohnerzahlen von 1834 bis 1970 |
| --- | -------------------------------------------- | -------------------------------------------- | -------------------------------------------- | -------------------------------------------- |
| Jahr |                                              |                                              |                                              | Einwohner                                    |
| 1834 | 1834                                         |                                              | 232                                          | 232                                          |
| 1840 | 1840                                         |                                              | 235                                          | 235                                          |
| 1846 | 1846                                         |                                              | 241                                          | 241                                          |
| 1852 | 1852                                         |                                              | 215                                          | 215                                          |
| 1858 | 1858                                         |                                              | 224                                          | 224                                          |
| 1864 | 1864                                         |                                              | 219                                          | 219                                          |
| 1871 | 1871                                         |                                              | 209                                          | 209                                          |
| 1875 | 1875                                         |                                              | 201                                          | 201                                          |
| 1885 | 1885                                         |                                              | 196                                          | 196                                          |
| 1895 | 1895                                         |                                              | 209                                          | 209                                          |
| 1905 | 1905                                         |                                              | 212                                          | 212                                          |
| 1910 | 1910                                         |                                              | 225                                          | 225                                          |
| 1925 | 1925                                         |                                              | 233                                          | 233                                          |
| 1939 | 1939                                         |                                              | 243                                          | 243                                          |
| 1946 | 1946                                         |                                              | 287                                          | 287                                          |
| 1950 | 1950                                         |                                              | 279                                          | 279                                          |
| 1956 | 1956                                         |                                              | 246                                          | 246                                          |
| 1961 | 1961                                         |                                              | 261                                          | 261                                          |
| 1967 | 1967                                         |                                              | 233                                          | 233                                          |
| 1970 | 1970                                         |                                              | 220                                          | 220                                          |
| Datenquelle: Historisches Gemeindeverzeichnis für Hessen: Die Bevölkerung der Gemeinden 1834 bis 1967. Wiesbaden: Hessisches Statistisches Landesamt, 1968. Weitere Quellen: |                                              |                                              |                                              |                                              |

## Politik
Ortsvorsteher ist Boris Schaaf (Stand Juni 2022).

## Vereine
Das dörfliche Leben in Steinfurt wird von folgenden Vereinen geprägt:
- Männergesangverein Frohsinn Steinfurt (Gründung 1907)
- Freiwillige Feuerwehr mit Jugendfeuerwehr
- Dorfclub (Gründung 1985)